# Calypso
För andra betydelser, se Calypso (olika betydelser).
Calypso är en musikstil som härstammar från Trinidad och Tobago, och som numera är känd över hela världen. Calypso är en viktig del av Karibiens folkmusik/populärmusik. Modern calypso kallas för soca och är mer upptempo och dansant.
Sångtexterna innehåller ofta satir, politiska kommentarer, humor och dubbelmeningar. Sång, slagverk och blåsarrangemang är viktiga delar av musiken. 
En av de mest kända Svenska Calypso-låtarna är Måste vägen till Curaçao gynga så? med Povel Ramel och En glad calypso om våren med Olle Adolphson.
Calypso är också den engelska stavningen av Kalypso i Odysséen av Homeros.

## Några kända calypsoartister
- Harry Belafonte
- Growling Tiger
- Mighty Sparrow
- Chalkdust
- Rupee
- Lord Kitchener
- Allison Hinds
- Owe Thörnqvist
- Lord Invader
- Olle Adolphson